# The First Step: Treasure Effect
THE FIRST STEP: TREASURE EFFECT es el álbum de estudio debut de la banda de masculina de surcoreana, TREASURE . Se lanzó el 11 de enero de 2021 bajo YG Entertainment . La apertura de pedidos anticipados fue el 29 de diciembre de 2020.  Junto con el álbum se lanzó un vídeo musical de la canción 'MY TREASURE'.  La versión digital del álbum contiene 10 pistas, mientras que la versión en física contiene 12 pistas.
El álbum físico tiene tres versiones: ‹BLUE ver.›, ‹GREEN ver.› y ‹ORANGE ver.›. El álbum es principalmente un disco de K-pop que combina elementos de hip hop, dance, dance-pop, pop, rap y balada.
THE FIRST STEP: TREASURE EFFECT es la cuarta y última entrega de la serie «THE FIRST STEP», después de los álbumes sencillos del grupo THE FIRST STEP: CHAPTER ONE, THE FIRST STEP: CHAPTER TWO y THE FIRST STEP: CHAPTER THREE, todos lanzados en 2020. Las canciones (en los formatos digitales) de los sencillos aparecen en THE FIRST STEP: TREASURE EFFECT, junto con la canción previa al debut del grupo 'GOING CRAZY'.

## Antecedentes
El 28 de diciembre de 2020, YG subió un adelanto a través de su blog oficial, confirmando el nombre y la fecha de lanzamiento del álbum.  El 31 de diciembre, TREASURE lanzó el póster principal de su álbum, revelando que la canción principal se llama 'MY TREASURE'.  El 4 de enero de 2021, YG reveló la lista de canciones del álbum. 
A partir del 5 de enero, se publicaron todos los días una serie de carteles con imágenes individuales de los integrantes y con parte de la lírica de 'MY TREASURE'.     El adelanto del vídeo musical de la canción principal fue lanzado el 9 de enero  El 31 de marzo se lanzó la versión japonesa del álbum, con 'BEAUTIFUL' como canción principal y todas las demás canciones regrabadas en japonés. 

## Composición
YG Entertainment explicó que la letra de "My Treasure" contiene "el significado de que cada uno es un ser único, parecido a un tesoro, lo que da un mensaje esperanzador de 'Alegrémonos en tiempos difíciles. El sol saldrá y brillará de nuevo mañana'" y agregó, "a través de la canción 'My Treasure', esperamos que los fans que han estado apoyando a Treasure y las personas que sufren sean consoladas".  YG describió además "My Treasure" como una "canción pop brillante y emocionante" que "animará a los oyentes y los hará sentir mejor en estos tiempos difíciles". 

### Canciones
Durante la conferencia de prensa en línea realizada por TREASURE para el lanzamiento de su primer álbum de estudio, el grupo describió 'MY TREASURE' como "una canción que transmite el mensaje de que todos somos seres parecidos a un tesoro. La melodía de piano de introducción y los sonidos de metales crean una armonía, creando un estado de ánimo alegre". 
Lee Chan-hyuk de AKMU, compañero de agencia del grupo, participó como escritor y compositor de 'SLOMOTION', que "avanza tranquilamente mientras incorpora el bajo y el piano, expresando el tema de atravesar este duro mundo juntos mientras nos tomamos de la mano, lento pero constante".
'BE WITH ME' es una canción con "susurros que dicen que deberías estar conmigo", y 'ORANGE', anteriormente vista en su sencillo anterior, es una canción con "una vibra retro que suena familiar pero fresca". 

## Promoción
THE FIRST STEP: TREASURE EFFECT se lanzó en todo el mundo el 11 de enero de 2021 bajo YG junto con el video musical de 'MY TREASURE' y distribuido por YG PLUS. 
Para celebrar su regreso, el grupo realizó una conferencia de prensa en línea 2 horas antes del lanzamiento para hablar sobre el álbum. 
El video musical de 'MY TREASURE' fue subido al canal de YouTube de TREASURE simultáneamente con el lanzamiento del álbum.  En 13 horas, el vídeo musical alcanzó 3,5 millones de visitas.  TREASURE promocionó la canción con presentaciones televisadas en vivo en varios programas musicales de Corea del Sur, incluyendo MCountdown la cadena Mnet y Show! MusicCore de MBC e Inkigayo de la cadena SBS. 

## Rendimiento comercial
El 12 de enero, 'MY TREASURE' encabezó la lista Top Rising de AWA, y 'GOING CRAZY' también encabezó la clasificación integral en tiempo real de Rakuten Music. THE FIRST STEP: TREASURE EFFECT se ubicó en el número 1 en las listas de iTunes en 18 países diferentes, incluidos Brasil, Hong Kong, Tailandia, Singapur, España e India. 
El álbum también ocupó el puesto número 2 en la lista mundial de álbumes. Hasta el 11 de enero se habían realizado casi 250.000 pedidos anticipados del álbum.  El 13 de enero, el álbum ocupó el puesto número 1 en las ventas acumuladas en tiempo real anunciadas por Hanteo Charts en Corea. 

## Lista de canciones

### Versión coreana
| Lanzamiento digital |                           |                                                          |                                                                         |                                 |          |  |
| N.º                 | Título                    | Letras                                                   | Música                                                                  | Arreglo                         | Duración |  |
| 1.                  | «MY TREASURE»             | CHOI HYUN SUK, BIGTONE, HARUTO, MIN YEON JAE y YOSHI     | AFTRSHOK, CSCS, FUTURE BOUNCE, GEIST WAY, H.Kenneth y pollock           | AFTR y FUTURE BOUNCE            | 3:16     |  |
| 2.                  | «BE WITH ME»              | CHOI HYUN SUK, HARUTO, Kim Kyung, ROVIN y YOSHI          | KIM SANG WOOK y ROVIN                                                   | ROVIN                           | 3:08     |  |
| 3.                  | «SLOWMOTION»              | CHOI HYUN SUK, LEE CHANHYUK, HARUTO y YOSHI              | KIM CHANG HOON, LEE CHANHYUK y MILLENNIUM                               | KIM CHANG HOON y MILLENNIUM     | 3:11     |  |
| 4.                  | «BOY»                     | CHOI HYUN SUK, CHOICE37, HARUTO y Se.A                   | CHOICE37, HAE, Se.A y R.Tee                                             | R.Tee                           | 3:17     |  |
| 5.                  | «COME TO ME»              | CHOI HYUN SUK, BIGTONE, HARUTO, Kim Kyung, ROVIN y YOSHI | ROVIN                                                                   | ROVIN                           | 3:24     |  |
| 6.                  | «I LOVE YOU»              | CHOI HYUN SUK, HARUTO, R.Tee y YOSHI                     | R.Tee                                                                   | R.Tee y YENA                    | 3:02     |  |
| 7.                  | «B.L.T (BLING LIKE THIS)» | CHOI HYUN SUK, HARUTO, KIM DONG JOON, TRNC y YOSHI       | Q y TRNC                                                                | Q y TRNC                        | 3:25     |  |
| 8.                  | «MMM»                     | CHOI HYUN SUK, GODOCK, HARUTO y YOSHI                    | AFTRSHOK, Awry, Brian U, Czaer, FUTURE BOUNCE, Jan Baars y Nathan Lewis | AFTRSHOK, Czaer y FUTURE BOUNCE | 3:28     |  |
| 9.                  | «ORANGE»                  | ASAHI, CHOI HYUN SUK, HARUTO y YOSHI                     | ASAHI y FUTURE BOUNCE                                                   | FUTURE BOUNCE                   | 4:16     |  |
| 10.                 | «GOING CRAZY»             | BIGTONE y FUTURE BOUNCE                                  | FUTURE BOUNCE                                                           | FUTURE BOUNCE                   | 3:45     |  |
| 34:16               |                           |                                                          |                                                                         |                                 |          |  |

| Disponible únicamente en su formato físico |                              |                                       |                                                                         |                                 |          |  |
| N.º                                        | Título                       | Letras                                | Música                                                                  | Arreglos                        | Duración |  |
| 1.                                         | «I LOVE YOU» (versión Piano) | CHOI HYUN SUK, HARUTO, R.Tee y YOSHI  | R.Tee                                                                   | LeeSS y ROVIN                   | 3:13     |  |
| 2.                                         | «MMM» (versión Rock)         | CHOI HYUN SUK, GODOCK, HARUTO y YOSHI | AFTRSHOK, Awry, Brian U, Czaer, FUTURE BOUNCE, Jan Baars y Nathan Lewis | AFTRSHOK, Czaer y FUTURE BOUNCE | 3:25     |  |
| 40:54                                      |                              |                                       |                                                                         |                                 |          |  |

### Versión japonesa
| Lanzamiento digital |                                     |                                                                                |                                                                         |                                 |          |  |
| N.º                 | Título                              | Letras                                                                         | Música                                                                  | Arreglos                        | Duración |  |
| 1.                  | «BEAUTIFUL» (de Black Cover, 2021)  | JUN y YOSHI                                                                    | D&H y Sunny Boy                                                         | D&H                             | 3:50     |  |
| 2.                  | «MY TREASURE -JP ver.-»             | BIGTONE, CHOI HYUN SUK, HARUTO, MIN YEON JAE, YOSHI y ZERO (YVES&ADAMS)        | AFTRSHOK, CSCS, FUTURE BOUNCE, H.Kenneth y pollock                      | AFTRSHOK y FUTURE BOUNCE        | 3:17     |  |
| 3.                  | «BE WITH ME -JP ver.-»              | CHOI HYUN SUK, KIM KYUNG, HARUTO, JUN, ROVIN y YOSHI                           | KIM SANG WOOK y ROVIN                                                   | ROVIN                           | 3:10     |  |
| 4.                  | «SLOWMOTION -JP ver.-»              | CHOI HYUN SUK, LEE CHANHYUK, HARUTO, YOSHI y ZERO (YVES&ADAMS)                 | LEE CHANHYUK, KIM CHANG HOON y MILLENNIUM                               | KIM CHANG HOON y MILLENNIUM     | 3:12     |  |
| 5.                  | «BOY -JP ver.-»                     | CHOI HYUN SUK, CHOICE37, HARUTO, YOSHI y ZERO (YVES&ADAMS)                     | CHOICE37, HAE, R.Tee y Se.A                                             | R.Tee                           | 3:18     |  |
| 6.                  | «COME TO ME -JP ver.-»              | BIGTONE, CHOI HYUN SUK, KIM KYUNG, HARUTO, YOSHI y ZERO (YVES&ADAMS)           | ROVIN                                                                   | ROVIN                           | 3:26     |  |
| 7.                  | «I LOVE YOU -JP ver.-»              | CHOI HYUN SUK, HARUTO, R.Tee, TA-TROW, YOSHI y ZERO (YVES&ADAMS)               | R.Tee                                                                   | R.Tee y YENA                    | 3:03     |  |
| 8.                  | «B.L.T (BLING LIKE THIS) -JP ver.-» | CHOI HYUN SUK, KIM DONG JOON, HARUTO, TA-TROW, TRNC, YOSHI y ZERO (YVES&ADAMS) | TRNC y Q                                                                | TRNC y Q                        | 3:26     |  |
| 9.                  | «MMM -JP ver.-»                     | CHOI HYUN SUK, HARUTO, kickhaiku y YOSHI                                       | AFTRSHOK, Awry, Brian U, Czaer, FUTURE BOUNCE, Jan Baars y Nathan Lewis | AFTRSHOK, Czaer y FUTURE BOUNCE | 3:29     |  |
| 10.                 | «ORANGE -JP ver.-»                  | ASAHI, CHOI HYUN SUK, HARUTO y YOSHI                                           | ASAHI y FUTURE BOUNCE                                                   | FUTURE BOUNCE                   | 4:18     |  |
| 11.                 | «GOING CRAZY -JP ver.-»             | BIGTONE, FUTURE BOUNCE y TA-TROW                                               | FUTURE BOUNCE                                                           | FUTURE BOUNCE                   | 3:46     |  |
| 38:34               |                                     |                                                                                |                                                                         |                                 |          |  |

| Disponible únicamente en su formato físico |                                        |                                                                  |                                                                         |                                 |          |  |
| N.º                                        | Título                                 | Letras                                                           | Música                                                                  | Arreglos                        | Duración |  |
| 1.                                         | «I LOVE YOU -JP ver.-» (versión Piano) | CHOI HYUN SUK, HARUTO, R.Tee, TA-TROW, YOSHI y ZERO (YVES&ADAMS) | R.Tee                                                                   | LeeSS y ROVIN                   | 3:14     |  |
| 2.                                         | «MMM -JP ver.-» (versión Rock)         | CHOI HYUN SUK, GODOCK, kickhaiku, HARUTO y YOSHI                 | AFTRSHOK, Awry, Brian U, Czaer, FUTURE BOUNCE, Jan Baars y Nathan Lewis | AFTRSHOK, Czaer y FUTURE BOUNCE | 3:26     |  |
| 45:14                                      |                                        |                                                                  |                                                                         |                                 |          |  |

## Listas musicales

### Lista semanal
| Chart (2021)                                 | Posición más alta |
| -------------------------------------------- | ----------------- |
| Álbumes de Corea del Sur (Gaon)              | 1                 |
| Álbumes de Japón (Oricon)                    | 1                 |
| Álbumes populares de Japón (Billboard Japan) | 1                 |
| Álbumes de Finlandia (Suomen virallinen)     | 10                |

### Lista mensual
| Chart (2021)                    | Posición más alta |
| ------------------------------- | ----------------- |
| Álbumes de Corea del Sur (Gaon) | 1                 |

### Lista de fin de año
| Chart (2021)                    | Posición más alta |
| ------------------------------- | ----------------- |
| Álbumes de Corea del Sur (Gaon) | 43                |

## Certificaciones y ventas
| Región               | Certificación | Ventas de unidades certificadas |
| -------------------- | ------------- | ------------------------------- |
| Corea del Sur (KMCA) | Platino       | 350.000                         |
| Japón                | —             | 85.823                          |

## Historial de versiones
| Región        | Fecha               | Versión  | Formato(s)          | Agencia | Ref.   |
| ------------- | ------------------- | -------- | ------------------- | ------- | ------ |
| Varios        | 11 de enero de 2021 | coreana  | Digital · Streaming | YG      | [ 24 ] |
| Corea del Sur | 12 de enero de 2021 | coreana  | CD · KiT            | YG      | [ 25 ] |
| Japón         | 12 de enero de 2021 | coreana  | CD · KiT            | YG      | [ 26 ] |
| Japón         | 31 de marzo de 2021 | japonesa | CD · DVD · Blu-ray  | YGEX    | [ 27 ] |
| Varios        | 31 de marzo de 2021 | japonesa | Digital · Streaming | YGEX    | [ 28 ] |